# Abgrallaspis flavida
Abgrallaspis flavida är en insektsart som beskrevs av De Lotto 1957. Abgrallaspis flavida ingår i släktet Abgrallaspis och familjen pansarsköldlöss.
Artens utbredningsområde är Kenya. Inga underarter finns listade i Catalogue of Life.